# アート・ペッパー
アート・ペッパー（Art Pepper、本名：Arthur Edward Pepper Jr.、1925年9月1日 - 1982年6月15日）は、アメリカ合衆国のジャズ・サクソフォーン奏者。カリフォルニア州ガーデナ生まれ。

## 経歴
1940年代よりスタン・ケントン楽団やベニー・カーター楽団で活動を開始する。1950年代には自己のコンボを結成し、ウエストコースト・ジャズの中心的な人物として活躍した。
生涯を通じて「麻薬中毒」によりしばしば音楽活動が中断されている。1960年代後半を、ペッパーは薬物中毒者のためのリハビリテーション施設シナノン(en:Synanon)ですごした。1974年には音楽活動に復帰し、ふたたび精力的にライブやレコーディングをおこなった。
1977年に初の日本公演をおこなう。このときの日本のファンの熱狂的な歓迎にペッパー自身が非常に感動した様子が、3番目の妻ローリー・ペッパーによって筆記された自伝『ストレート・ライフ』(1980年)に記されている。それがきっかけなのか親日家であり、1980年には石黒ケイのアルバム『アドリブ』に参加した。
1982年6月15日、脳溢血により死去した。

## ディスコグラフィ

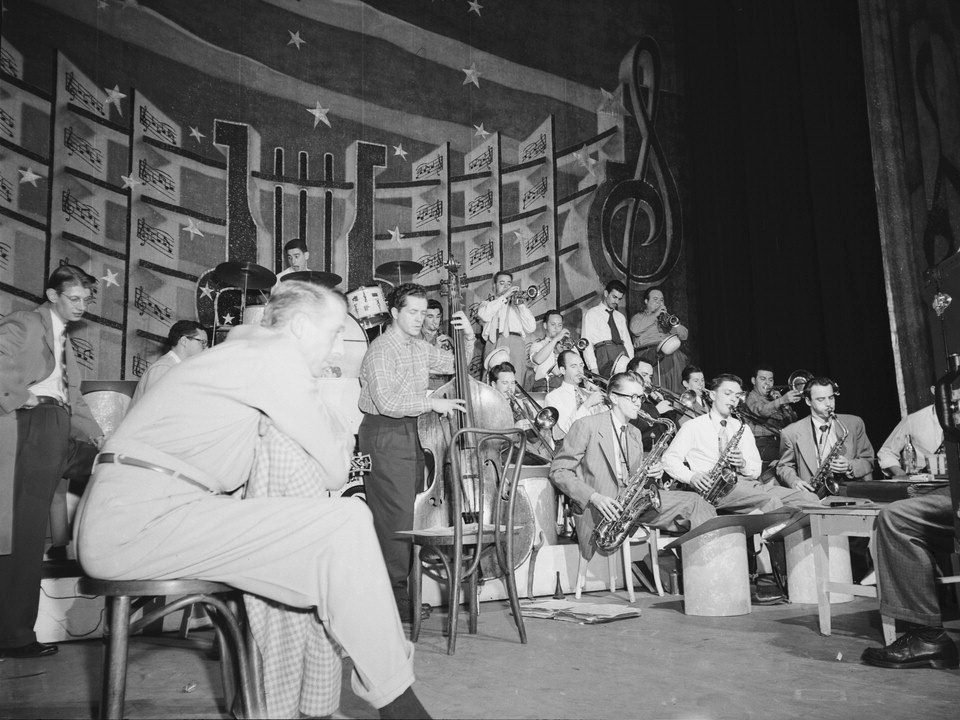
スタン・ケントンらと演奏するアート・ペッパー（右から2番目、1947年または1948年）

### リーダー・アルバム
- 『サーフ・ライド』 - Surf Ride (1956年、Savoy) ※1952年–1954年録音
- 『ザ・リターン・オブ・アート・ペッパー』 - The Return of Art Pepper (1956年、Jazz West) ※with ジャック・シェルドン
- 『プレイボーイズ』 - Playboys (1956年、Pacific Jazz) ※with チェット・ベイカー、フィル・アーソ
- 『アート・ペッパー・カルテット』 - The Art Pepper Quartet (1957年、Tampa) ※1956年録音
- 『コレクションズ』 - Collections (1957年、Intro) ※with レッド・ノーヴォ、ジョー・モレロ、ジェラルド・ウィギンス
- 『モダン・アート』 - Modern Art (1957年、Intro) ※1956年-1957年録音
- 『アート・ペッパー・ミーツ・ザ・リズム・セクション』 - Art Pepper Meets the Rhythm Section (1957年、Contemporary)
- 『アート・ペッパー・プラス・イレヴン』 - Art Pepper + Eleven – Modern Jazz Classics (1959年、Contemporary)
- 『トゥー・アルトス』 - Two Altos (1959年、Regent) ※1952年–1954年録音 with ソニー・レッド
- 『ゲッティン・トゥゲザー』 - Gettin' Together (1960年、Contemporary) ※with コンテ・カンドリ
- 『スマック・アップ』 - Smack Up (1960年、Contemporary) ※with ジャック・シェルドン
- 『アーティストリー・オブ・ペッパー』 - The Artistry Of Pepper (1962年、Pacific Jazz)
- 『インテンシティ』 - Intensity (1963年、Contemporary) ※1960年録音
- 『ザ・ウェイ・イット・ワズ』 - ...The Way It Was! (1972年、Contemporary) ※1956年–1960年録音
- 『ジ・アート・オブ・ペッパー』 - The Art of Pepper (1974年、Onyx) ※1957年録音
- 『リヴィング・レジェンド』 - Living Legend (1975年、Contemporary)
- 『ディスカヴァリー』 - Discovery (1975年、CBS/Sony) ※1952年–1953年録音
- 『ザ・トリップ』 - The Trip (1976年、Contemporary)
- 『アーリー・ショウ』 - The Early Show (1976年、Xanadu) ※1952年録音
- 『ノー・リミット』 - No Limit (1977年、Contemporary)
- 『サーズデイ・ナイト・アット・ザ・ヴィレッジ・ヴァンガード』 - Thursday Night at the Village Vanguard (1977年、Contemporary) ※ライブ
- 『フライデイ・ナイト・アット・ザ・ヴィレッジ・ヴァンガード』 - Friday Night at the Village Vanguard (1977年、Contemporary) ※ライブ
- 『サタデイ・ナイト・アット・ザ・ヴィレッジ･ヴァンガード』 - Saturday Night at the Village Vanguard (1977年、Contemporary) ※ライブ
- 『モア・フォー・レス〜アット・ザ・ヴィレッジ・ヴァンガード』 - More for Les at the Village Vanguard (1977年、Contemporary) ※ライブ
- 『再会』 - Among Friends (1978年、Interplay)
- 『トゥデイ』 - Art Pepper Today (1978年、Galaxy)
- Art Pepper Plays Shorty Rogers & Others (1978年、Pacific Jazz) ※日本盤は『オン・パシフィック』として発売
- 『ザ・コンプリート・トウキョウ・コンサート1979』 - Landscape (1979年、Galaxy) ※ライブ。旧邦題『ランドスケープ』
- 『ストレート・ライフ』 - Straight Life (1979年、Galaxy)
- 『ソー・イン・ラヴ』 - So in Love (1980年、Artists House) ※1979年録音
- 『ワン・セプテンバー・アフターヌーン』 - One September Afternoon (1980年、Galaxy)
- 『ザ・レイト・ショウ』 - The Late Show (1980年、Xanadu) ※1952年録音
- 『ベサメ・ムーチョ〜アート・ペッパー・ライヴ・イン・トウキョウ'79』 - Besame Mucho (1981年、JVC) ※1979年ライブ録音
- 『バラッズ・バイ・フォー』 - Ballads By Four (1981年、Galaxy) ※1978年録音 with ジョン・クレマー、ジョニー・グリフィン、ジョー・ヘンダーソン
- Omega Alpha (1981年、Liberty/Blue Note) ※1957年録音
- 『ウィンター・ムーン』 - Winter Moon (1981年、Galaxy) ※1980年録音 with ハワード・ロバーツ
- 『ロードゲーム』 - Roadgame (1982年、Galaxy) ※1981年ライブ録音
- 『ゴーイン・ホーム』 - Goin' Home (1982年、Galaxy) ※with ジョージ・ケイブルス
- 『ダーン・ザット・ドリーム』 - Darn That Dream (1982年、Real Time) ※with ジョー・ファレル
- 『マイ・ローリー』 - My Laurie (1983年、Trio) ※1978年ライブ録音
- 『思い出の夏』 - The Summer Knows (1983年、Trio) ※1978年ライブ録音
- 『四月の思い出』 - I'll Remember April (1983年、Trio) ※1975年ライブ録音
- 『チュニジアの夜』 - A Night In Tunisia (1983年、Trio) ※1977年ライブ録音
- 『アート・ペッパー・サイドマン』 - Sideman (1983年、Atlas) ※1979年–1982年ライブ録音
- 『アート・リブス』 - Art Lives (1983年、Galaxy) ※1981年ライブ録音
- 『テテ・ア・テテ』 - Tête-à-Tête (1983年、Galaxy) ※1982年録音 with ジョージ・ケイブルス
- 『アーチスト・ハウスのアート・ペッパーI〜アートワークス』 - Artworks (1984年、Galaxy) ※1979年録音
- 『アーチスト・ハウスのアート・ペッパーII〜スターダスト』 - Stardust (1985年、Victor) ※1979年録音
- 『アーチスト・ハウスのアート・ペッパーIII〜～チュニジアの夜』 - New York Album (1985年、Galaxy) ※1979年録音
- 『アート・ペッパー・ウィズ・ウォーン・マーシュ』 - Art Pepper with Warne Marsh (1986年、Contemporary) ※1956年録音
- Art Pepper Quartet' 64 In San Francisco (1988年、Fresh Sound) ※1964年ライブ録音
- 『アート・ペッパー・ウィズ・ソニー・クラーク・トリオ Vol.1』 - Art Pepper With Sonny Clark Trio Vol. 1 (1989年、Straight Ahead Jazz) ※1953年録音
- 『アート・ペッパー・ウィズ・ソニー・クラーク・トリオ Vol.2』 - Art Pepper With Sonny Clark Trio Vol. 2 (1989年、Straight Ahead Jazz) ※1953年録音
- 『ファースト・ライヴ・イン・ジャパン』 - First Live In Japan (1990年、Polydor) ※1977年録音。『Tokyo Debut』として再発
- Tokyo Encore (1991年、Dreyfus) ※1979年ライブ録音
- Arthur's Blues (1991年、Galaxy) ※1981年ライブ録音
- Art in L.A. (1991年、WestWind) ※1957年-1960年録音
- 『ジ・アルトマン』 - The Altoman (1991年、Vantage) ※1956年-1958年録音 with ソニー・クリス、バド・シャンク
- 『ファイナル・アート - アート・ペッパー・ラスト・コンサート1982』 - Final Art - Art Pepper Last Concert 1982 (1991年、Tofrec) ※1982年ライブ録音
- 『ライヴ・イン・ファー・ノース・ジャパン』 - Live In Far North Japan (1995年、TDK) ※1981年ライブ録音
- 『アート・ン・ズート』 - Art 'n' Zoot (1995年、Pablo) ※1981年ライブ録音 with ズート・シムズ
- 『ライヴ・アット・ダンテス 1968』 - Art Pepper Quintet : Live at Donte's 1968 (1995年、Fresh Sound) ※1968年ライブ録音 with ジョー・ロマーノ
- 『ウィズ・デューク・ジョーダン・イン・コペンハーゲン』 - Art Pepper with Duke Jordan in Copenhagen 1981 (1996年、Galaxy) ※1981年ライブ録音 with デューク・ジョーダン
- 『サンフランシスコ・サンバ』 - San Francisco Samba (1997年、Contemporary) ※1977年ライブ録音
- 『ショウ・タイム』 - Show Time (Music From Very Famous TV Show Programs) (2003年、PJL) ※1957年録音
- 『ペッパー・ジャム』 - Pepper Jam (2004年、PJL) ※1975年録音
- 『パサデナ・コンサート〜チャーリー・パーカーに捧げた夜』 - A Tribute To Charlie Parker (2004年、PJL) ※1975年録音
- 『アンリリースト・アート』 - Unreleased Art Vol. 1–10 (2006年、Widow's Taste)

### 参加アルバム
チェット・ベイカー
- The Route (1956年、Pacific Jazz) ※with リッチー・カミューカ
- 『チェット・ベイカー・ビッグ・バンド』 - Chet Baker Big Band (1956年、Pacific Jazz)

トニ・ハーパー
- Lady Lonely (1959年、RCA)
- 『ナイト・ムード』 - Night Mood (1960年、RCA)

スタン・ケントン
- Stan Kenton's Milestones (1950年、Capitol) ※1943年–1947年録音
- Stan Kenton Classics (1952年、Capitol) ※1944年–1947年録音
- Encores (1947年、Capitol)
- A Presentation of Progressive Jazz (1947年、Capitol)
- Innovations in Modern Music (1950年、Capitol)
- 『スタン・ケントン・プレゼンツ』 - Stan Kenton Presents (1950年、Capitol)
- Popular Favorites by Stan Kenton (1953年、Capitol)
- This Modern World (1953年、Capitol)
- 『ザ・ケントン・エラ』 - The Kenton Era (1955年、Capitol) ※1940年–1954年録音
- The Innovations Orchestra (1997年、Capitol) ※1950年–1951年録音

ミルチョ・レヴィエフ
- 『ブルース・フォー・ザ・フィッシャーマン』 - Blues for the Fisherman (1980年、Mole) ※ライブ
- True Blues (1980年、Mole) ※ライブ

ショーティ・ロジャース
- 『モダン・サウンズ』 - Modern Sounds (1952年、Capitol)[10"] ※1951年録音
- 『ショーティ・ロジャース・アンド・ヒズ・ジャイアンツ』 - Shorty Rogers and His Giants (1953年、RCA Victor) ※10インチ盤
- Cool and Crazy (1953年、RCA Victor) ※10インチ盤
- The Swingin' Nutcracker (1960年、RCA Victor)
- 『ポポ』 - Popo (1980年、Xanadu) ※1951年録音

その他
- ジェシー・ベルヴィン : 『ミスター・イージー』 - Mr. Easy (1960年、RCA) ※1959年録音
- ホーギー・カーマイケル : 『ホーギー・シングス・カーマイケル』 - Hoagy Sings Carmichael (1957年、Pacific Jazz) ※1956年録音
- ドロ・コーカー : 『カリフォルニア・ハード』 - California Hard (1977年、Xanadu) ※1976年録音 with ブルー・ミッチェル
- リッチー・コール : 『リッチー・コール・アンド…』 - Return to Alto Acres (1982年、Palo Alto)
- コンテ・カンドリ : 『ムーチョ・カラー』 - Mucho Calor (1957年、Andex/VSOP)
- ハーブ・エリス & ジミー・ジュフリー : Herb Ellis Meets Jimmy Giuffre (1959年、Verve)
- アート・ファーマー : 『オン・ザ・ロード』 - On the Road (1976年、Contemporary)
- ジェリー・フィールディング : 『ガントレット』 - The Gauntlet (1978年、Warner Bros.) ※1977年録音。映画『ガントレット』サウンドトラック
- ジョニー・グリフィン : 『バード&バラッズ』 - Birds and Ballads (1978年、Galaxy)
- フレディ・ハバード : 『ミストラル』 - Mistral (1981年、East World) ※1980年録音
- エルヴィン・ジョーンズ : 『ヴェリー・レア』 - Very R.A.R.E. (1980年、Trio) ※1979年録音
- バーニー・ケッセル : 『お熱いのがお好き』 - Some Like It Hot (1959年、Contemporary)
- シェリー・マン : 『ザ・ウエスト・コースト・サウンド』 - The West Coast Sound (1956年、Contemporary) ※1953年-1955年録音
- ジャック・ニッチェ : Heart Beat (1980年、Capitol) ※サウンドトラック
- アニタ・オデイ : 『クール・ヒート』 - Cool Heat (1959年、Verve)
- マーティ・ペイチ : 『マーティ・ペイチ・カルテット〜フィーチャリング・アート・ペッパー』 - The Marty Paich Quartet featuring Art Pepper (1956年、Tampa/VSOP)
- アンドレ・プレヴィン : The Subterraneans (1960年、MGM) ※サウンドトラック
- バディ・リッチ・ビッグ・バンド : 『マーシー・マーシー』 - Mercy, Mercy (1968年、Pacific Jazz) ※ライブ
- ジャック・シェルドン : 『ある恋の物語』 - Angel Wings (1980年、Atlas) ※旧邦題『エンジェル・ウィングス』

## 書籍
- 『Straight Life（ストレート・ライフ） アート・ペッパー衝撃の告白自伝』Art Pepper、ローリー・ペッパー、Swing Journal社、1981年。ISBN 4880670111。